# Pistolet Browning HP
FN Browning High Power (także: Browning Hi-Power, Browning HP, BHP, Browning M1935, Browning GP (Grande Puissance), FN High Power) – belgijski pistolet skonstruowany przez D. Saive'a.

## Historia
W 1921 roku ogłoszono konkurs na pistolet dla armii francuskiej. Miał on przy masie nie większej niż 1 kg posiadać 15-nabojowy magazynek z nabojami 9 × 19 mm Parabellum, lufę długości 200 mm, dostawną kolbę i zasięg 600 m. Konkursem zainteresowało się wielu europejskich producentów broni, w tym belgijskie zakłady Fabrique Nationale d'Armes de Guerre (FN) z Herstal.
Głównym konstruktorem tej firmy był w tym czasie Amerykanin John Moses Browning, ale odrzucił on propozycję stworzenia pistoletu dla Francuzów. Stwierdził, że nie jest możliwe zbudowanie broni odpowiadającej francuskim wymaganiom, szczególnie jeśli chodzi o uzyskanie masy poniżej 1 kg i zasięgu 600 m. Uznał też, że magazynek o tak dużej pojemności jest w pistolecie zbędny, a poza tym będzie za długi (w pistoletach stosowano wówczas wyłącznie magazynki jednorzędowe).
W lecie 1921 roku Browning odwiedził Herstal. Zaprezentowano mu wówczas skonstruowaną przez Dieudonne Saive (w tym czasie naczelny inżynier oddziału broni strzeleckiej FN) wersję pistoletu Browning M1903, wyposażoną w magazynek dwurzędowy (magazynek skonstruowany przez Saive'a był twórczym rozwinięciem magazynka pistoletu maszynowego MP 18). Prezentacja miała prawdopodobnie uświadomić Browningowi, że nie ma ludzi niezastąpionych i zakłady FN mogą sobie poradzić bez niego. Konstruktor przyparty do muru wrócił do USA z kilkoma magazynkami Saive'a gdzie rozpoczął prace nad nowym pistoletem. W czasie następnej wizyty w Herstal zaprezentował dwa pistolety oznaczone jako French Pistol. Jeden działał na zasadzie odrzutu zamka swobodnego, drugi krótkiego odrzutu lufy. Do dalszych prac wybrano prototyp z krótkim odrzutem lufy (prototyp działający na zasadzie odrzutu zamka swobodnego wrócił do USA, do 1995 roku znajdował się w Muzeum Browninga w Ogden, w lutym 1995 został skradziony). Największym problemem była konieczność obchodzenia patentów Browninga sprzedanych zakładom Colt wraz z pistoletem Colt M1911. Rozwiązania omijające te patenty spowodowały, że pistolety French Pistol były dość skomplikowane w rozkładaniu.
Na podstawie modelu Browninga wykonano w Herstal dwa prototypy. Jeden miał lufę o długości 200 mm, ale masę większą niż kilogram, drugi dzięki lufie o długości 121 mm miał masę (bez magazynka) 950 g. Prototypy zostały oznaczone jako Pistolet a Grande Rendement (GR) (fr. pistolet o dużej pojemności). Zostały one przedstawione francuskiej komisji konkursowej, ale odrzucono je z powodu zbyt skomplikowanego rozkładania, Francuzom nie odpowiadał także bijnikowy mechanizm uderzeniowy, uznany przez nich za mniej bezpieczny niż kurkowy. Ponieważ odrzucono wszystkie zaprezentowane prototypy, konkurs został nierozstrzygnięty. Dlatego ogłoszono następny, zmieniono także wymagania. Zrezygnowano z żądania lufy o długości 200 mm, ale zaostrzono limit masy, która bez magazynka miała być nie większa niż 850 g.
Ponieważ Browning odmawiał kontynuowania prac nad tym pistoletem, o pomoc zwrócono się znowu do Saive'a. Ten miał sporo kłopotów z umieszczeniem nowego, kurkowego mechanizmu spustowego w zamku (starał się wprowadzić jak najmniej zmian, żeby nie urazić Browninga). Poprawiony prototyp oznaczono jako GR Mle1923 (prototypom Browninga zmieniono nazwę na GR Mle1922). Nowy prototyp przedstawiono znów Francuzom, ale został znowu odrzucony z powodu przekroczenia limitu masy. W następnych latach trwały prace nad udoskonaleniem pistoletu GR, ale nadal nie rozpoczynano produkcji pistoletu.
W listopadzie 1926 roku zmarł John Browning. Była to duża strata dla FN, ponieważ większość jej najlepiej sprzedających się produktów została skonstruowana przez niego. Nowym konstruktorem został Dieudonne Saive. Jego pierwsza konstrukcja, pistolet GR z 1926, był jeszcze oparty na starych GR, ale zdawał on sobie sprawę, że ta konstrukcja jest ślepą uliczką. Pistolet GR z 1926 roku był jednym z uczestników polskiego konkursu na pistolet wojskowy z 1927 roku, ale odrzucono go z powodu zbyt dużej masy.
Prace rozpoczęto właściwie od początku w 1928 roku. Wygasły wtedy patenty dotyczące pistoletu Colt M1911. Saive natychmiast użył zastrzeżonego wcześniej bagnetowego łożyska lufy, co pozwoliło uprościć konstrukcję broni. Nowy GR z 1928 roku zmienił się nie do poznania. Z GR Mle1922 pozostał tylko magazynek. Cała broń była więc konstrukcją Saive'a, ale ze względów marketingowych otrzymała nazwę Browning Mle1928. W następnym roku prace kontynuowano (zmieniono kształt chwytu pistoletowego).
W 1929 roku nowy pistolet FN został przedstawiony do drugiej tury polskiego konkursu pistoletowego. Komitet do Spraw Uzbrojenia i Sprzętu 25 marca 1929 roku podjął uchwałę, w której punkt drugi brzmiał „...zatwierdza się jako typ pistoletu dla armii, pistolet automatyczny 13 strzałowy Browning kal. 9 mm wyrobu F.N.”. Jednak mistyfikacja dyrekcji PWU, twierdzącej że od 1928 roku prowadzone są krajowe prace nad zbliżonym pistoletem, na które wydano znaczne środki (naprawdę prace rozpoczęły się dopiero w 1929 roku i zakończyły się w 1935 roku przyjęciem do uzbrojenia pistoletu Vis), spowodowała anulowanie konkursu.
Także Francuzi w 1930 roku tak radykalnie zmienili zasady konkursu, że pistolet Saive'a znalazł się poza konkurencją. W rezultacie Belgowie pozostawali z pistoletem, w którego wieloletni rozwój zainwestowali duże pieniądze, a który nadal nie znalazł żadnego nabywcy.
Dlatego w 1935 roku postanowiono rozpocząć produkcję, w nadziei że produkowany seryjnie pistolet łatwiej będzie sprzedać. W tym roku Saive dokonał ostatniej dużej zmiany konstrukcyjnej w swoim pistolecie, zmieniając łożysko lufy mocowane bagnetowo na stałe. Pistoletowi zmieniono nazwę, ponieważ nazwa Pistolet de Grande Redement z powodu wieloletnich prób źle się kojarzyła. Saive zaproponował nazwę Pistolet a Grande Puissance (fr. pistolet wielkiej mocy), której angielska wersja Pistol High Power (w wersji skróconej Hi-Power) jest używana do dziś.
Początkowo pistolet FN BHP sprzedawał się słabo, przyjęło go do uzbrojenia kilka małych armii np. Belgii (1000 szt.), Peru (2000 szt.), Litwy (3000 szt.), Łotwy i Estonii. Dopiero pod koniec lat 30 przyszły zamówienia chińskie. Pierwsze kilkaset pistoletów FN BHP Chiny zamówiły w 1937. Wkrótce pojawiły się problemy z pękającymi występami odryglowującymi. Saive zaradził temu, zmieniając kształt kanału wewnątrz występu odryglowującego. W 1938 roku Chińczycy zamówili następne 5000 pistoletów i złożyli wstępne zamówienia na następne kilkadziesiąt tysięcy.
10 maja 1940 roku Wehrmacht zaatakował Belgię. Herstal zostało szybko zajęte przez wojska niemieckie. Pomimo zniszczenia znacznej części dokumentacji produkcyjnej przez Saive'a Niemcom udało się rozpocząć produkcję FN BHP. Do wyzwolenia Herstal przez aliantów we wrześniu 1944 roku wyprodukowano 319 000 sztuk pistoletów oznaczonych P640(b) (głównie na potrzeby Waffen-SS).
Dieudonne Saive, po częściowym zniszczeniu (a częściowym ukryciu) dokumentacji zakładów FN, przez Francję i Portugalię, udał się do Wielkiej Brytanii, gdzie rozpoczął pracę w Royal Small Arms Factory w Enfield. Jednak wkrótce przeniósł się do Kanady, gdzie rozpoczął pracę w zakładach John Inglis w Toronto. W tym czasie Chińczyków dopuszczono do programu Lend-Lease. Zażądali oni dostaw ręcznych karabinów maszynowych ZB26 i 200 000 pistoletów BHP. Zamiast ZB26 dostarczono im karabiny maszynowe Bren w opracowanej przez Saive'a wersji kalibru 7,92 × 57 mm, natomiast produkcję BHP zaczęto dopiero przygotowywać. Dokumentację początkowo Saive odtwarzał z pamięci, później na podstawie dostarczonego przez Chińczyków pistoletu BHP. W połowie 1943 roku Saive wrócił do zakładów RSAF w Enfield, gdzie zaczął prace nad karabinem EXP-1.
W tym czasie w Kanadzie rozpoczęto produkcję pistoletu BHP i od razu pojawiły się pierwsze problemy. Pistolet dostarczony przez Chińczyków miał stary typ występu odryglowującego, na rysunkach był już występ odryglowujący o zmodernizowanym kształcie. Ponieważ nie można się było skonsultować z konstruktorem, uznano że Saive'a zawiodła pamięć i zaczęto produkcję pistoletów ze starym typem występu. Dodatkowe problemy powstały przy konwersji dokumentacji z jednostek metrycznych na calowe.
Dlatego w grudniu 1943 roku Saive wrócił do Toronto i do lutego 1944 problemy rozwiązano. W kilka miesięcy później Chińczycy zrezygnowali z dalszych dostaw pistoletów BHP, ale produkcję kontynuowano na potrzeby armii brytyjskiej i kanadyjskiej. Produkcję w Kanadzie zakończono w momencie zakończenia wojny (tak zastrzegli Belgowie w umowie licencyjnej) po wyprodukowaniu 151 816 sztuk pistoletu. Próbowano ją wznowić w czasie wojny koreańskiej, ale protesty belgijskie spowodowały zaniechanie tego pomysłu.
Po wojnie produkcję w zakładach FN w Herstal wznowiono. Pomimo że na rynku znajdowało się prawie pół miliona pistoletów BHP wyprodukowanych w czasie wojny, popyt na ten pistolet był tak duży, że do połowy lat pięćdziesiątych FN sprzedawał ten pistolet wyłącznie na zamówienia wojskowe i policyjne. Do 1950 pistolet produkowano bez większych zmian. Zmieniono wtedy wymiary wkładu odryglowującego w szkielecie i wymiary wycięcia w występie odryglowującym lufy. Spowodowało to, że nowe lufy i szkielety były niewymienne ze starymi (zmiana spowodowała, że użytkownicy pistoletów P640b i HP wyprodukowanych w Kanadzie stracili dostęp do części zamiennych i zostali zmuszeni do zakupów nowych pistoletów w zakładach FN).
W 1952 roku Saive skonstruował wersję HP z mechanizmem spustowym SA/DA, ale nie była ona produkowana. Dopiero w 1962 roku dokonano dużej modernizacji pistoletu, w trakcie której zmieniono rodzaj wyciągu (prętowy został zastąpiony obrotowym). Największe zmiany dotyczyły jednak technologii wykonania poszczególnych części. Następna modernizacja, w trakcie której broń wyposażono w obustronną dźwignię, miała miejsce w 1982 roku.
W połowie lat osiemdziesiątych zakłady FN rozpoczęły produkcję nowych pistoletów GPDA (po modernizacji sprzedawanych jako BDA9), jednak nie zaprzestano produkcji starego HP. W 1988 roku pojawiła się nawet nowa wersja BHP Mk3, a rok później BHP Mk3S. W 2004 roku zaprezentowano wersje FN Mk3 SFS. Produkcję zakończono w 2018 roku.
W 2022 roku wznowiono produkcję nowej zmodernizowanej wersji pistoletu pod nazwą FN High Power.

## Wersje

### Przedwojenne
- BHP – wersja z celownikiem nastawnym i kolbą dostawną.
- BHP – wersja z celownikiem stałym bez możliwości montowania kolby

### Okres II wojny światowej
Produkcja niemiecka:

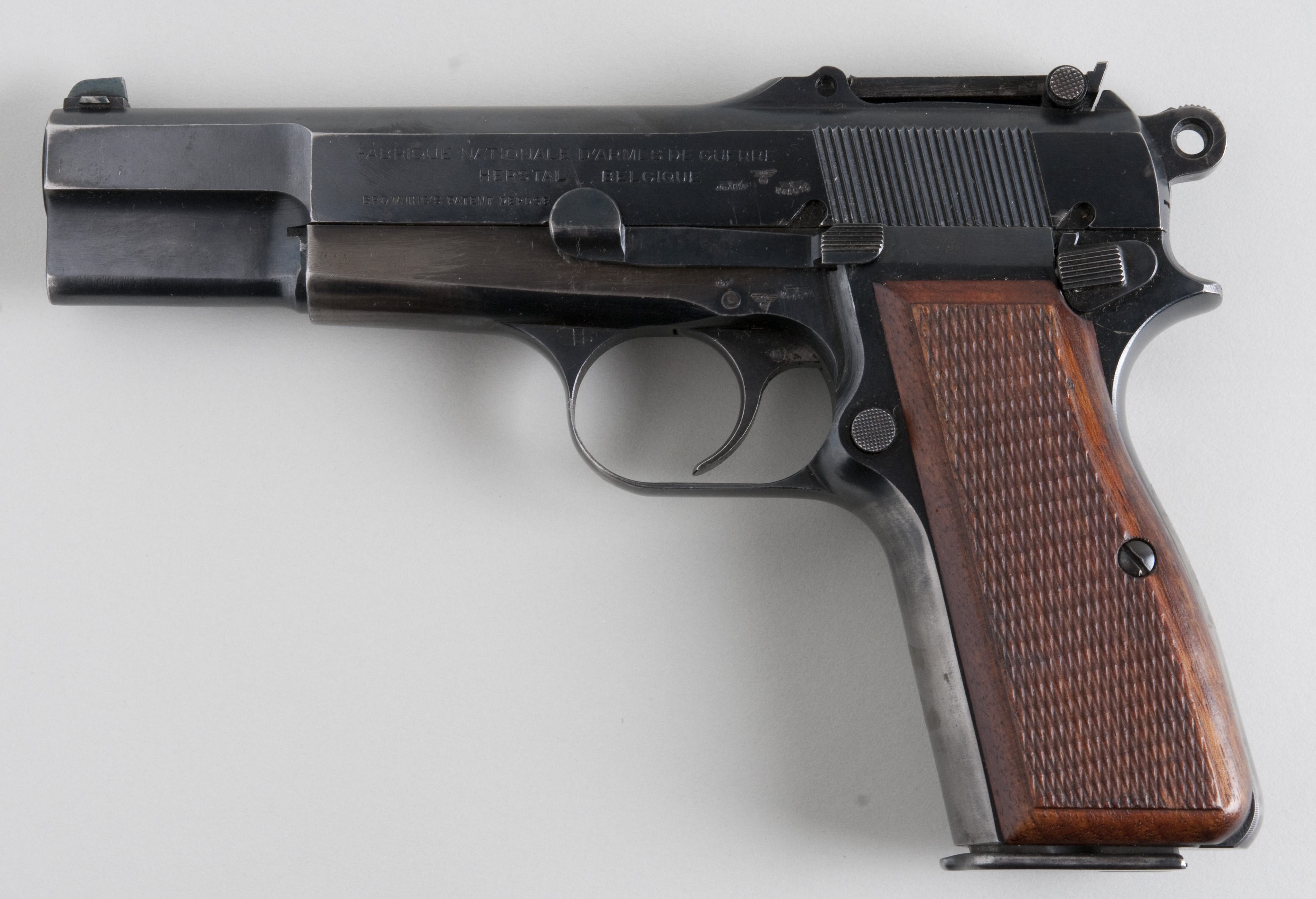
P640(b)

- P640(b) – P640(b)Pistolet produkowany w Herstal pod okupacją niemiecką. Wersja ze stałym lub regulowanym celownikiem[potrzebny przypis], bez możliwości montowania kolby.

Produkcja kanadyjska:
- No.1 MK I (Pistol, Automatic, 9 mm, No.1 MK I) – wersja z regulowanym celownikiem, stary typ występu odryglowującego.
- No.1 MK I* (Pistol, Automatic, 9 mm, No.1 MK I*) – wersja z regulowanym celownikiem, nowy typ występu odryglowującego.

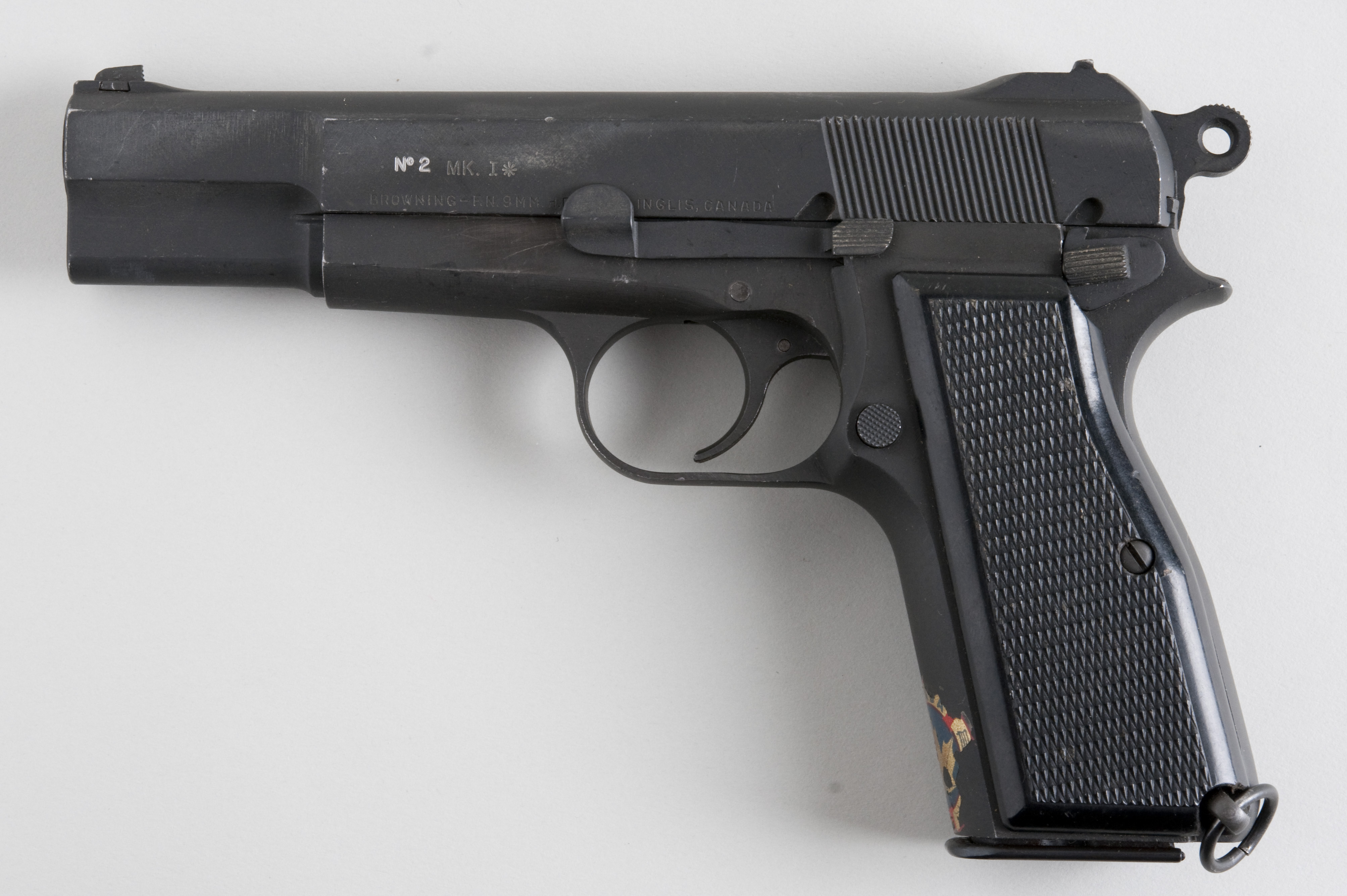
No.2 MK I*

- No.2 MK I (Pistol, Automatic, 9 mm, No.2 MK I) – wersja ze stałym celownikiem, stary typ występu odryglowującego.
- No.2 MK I* (Pistol, Automatic, 9 mm, No.2 MK I*) – No.2 MK I*wersja ze stałym celownikiem, nowy typ występu odryglowującego. W Wielkiej Brytanii wersję tę oznaczono L9.

### Powojenne
- Captain – od 1973 roku nazwa pistoletów BHP w wersji z kolbą dostawną i celownikiem regulowanym.
- Vigilante – od 1973 roku nazwa pistoletów BHP w wersji z celownikiem stałym.
- C1 – pistolety kanadyjskie powstałe przez przebudowę No.1 MK I* (celownik regulowany zastąpiono stałym umieszczonym na charakterystycznym garbie zamka).
- L9A1 – wersja z 1965 roku ze zmodyfikowanym wsadem odryglowującym dla Wielkiej Brytanii (zastąpiła rewolwery Enfield No.2)
- HP Mk II – wersja z 1982 roku z dwustronną dźwignią bezpiecznika.
- Browning Mk II-40 – produkowana na rynek amerykański wersja kalibru .40 S&W (poza kalibrem identyczna z HP Mk II).
- Competition Model – pistolet z przedłużoną do 152,4 mm lufą, dodatkowym obciążnikiem przed zamkiem i celownikiem regulowanym, ale bez możliwości stosowania kolby.
- Mk 3 – wersja z 1988 z nowymi, masywniejszymi, stałymi przyrządami celowniczymi.
- Mk 3S – Mk 3 z dodaną samoczynną blokadą iglicy.
- Mk 3SFS – wersja z mechanizmem Fast Action. Kurek jest dwuczęściowy, jego ruchomą część można ręcznie dopchnąć do przedniej pozycji (sprężyna uderzeniowa jest nadal napięta). Odbezpieczenie pistoletu powoduje odrzucenie kurka do tylnej, bojowej pozycji przez sprężynę odbojową.
- Browning BDM – wersja opracowana przez zakłady Browning Arms Company, wyposażona w nieco dłuższą lufę od wersji HPDAO, dodano także zabezpieczenia nastawne.
- FN High Power - najnowsza wersja zaprezentowana w 2022 roku[1][2][3].

## Opis konstrukcji
Pistolet BHP działa na zasadzie krótkiego odrzutu lufy, zamek ryglowany przez przekoszenie lufy. Połączenie lufy z zamkiem w położeniu zaryglowanym zapewniają dwa występy ryglowe wchodzące w wyżłobienia w zamku. Odryglowanie zapewnia występ odryglowujący lufy współpracujący z odpowiednio ukształtowanym wkładem umieszczonym w szkielecie. Mechanizm spustowo-uderzeniowy kurkowy bez samonapinania (SA). Broń posiada bezpiecznik zewnętrzny (dźwignia po lewej stronie szkieletu). Dodatkowym zabezpieczeniem jest bezpiecznik magazynkowy (przy wyjętym magazynku ściąganie spustu nie zwalnia kurka). Po wystrzeleniu ostatniego naboju z magazynka zamek zatrzymuje się w tylnym położeniu na zaczepie zamka. BHP posiada stałe przyrządy celownicze składające się z muszki i szczerbinki. Magazynek 13-nabojowy, dwurzędowy z jednorzędowym wyprowadzeniem. 17-nabojowy w FN High Power.